# 碓井聖生
碓井 聖生（うすい しょうせい、2001年7月20日 - ）は、富山県中新川郡上市町出身のプロサッカー選手。Jリーグ・アビスパ福岡所属。ポジションはフォワード（FW）。

## 来歴
中京大学在学中の2023年8月にカターレ富山の2024年からの加入と2023年の特別指定選手の認定を発表した。
2023年8月19日の福島ユナイテッドFC戦でリーグデビュー。
2024年のJ3開幕戦のY.S.C.C.横浜戦で先制点を挙げ、プロ初ゴールを記録。JリーグカップではJ2の山形、J1の札幌を相手に得点を挙げるなど、シーズン通して主力として活躍。リーグ戦には全38試合に出場、9得点を挙げ、チームのJ2昇格プレーオフ進出に貢献した。そのプレーオフ一回戦のFC大阪戦では1アシストを決め、決勝の松本戦では0-2とリードされている状況で2得点を挙げて引き分けに持ち込み、レギュレーションによりJ2昇格が決定、富山の11年ぶりJ2昇格の立役者となった。
2025年6月6日、アビスパ福岡へ完全移籍することが発表された。

## 所属クラブ
- FCひがし
- 富山第一高校
- 中京大学
  - 2023年8月 - 12月 カターレ富山（特別指定選手）
- 2024年 - 2025年6月  カターレ富山
- 2025年6月 -  アビスパ福岡

## 個人成績
| 国内大会個人成績 | 国内大会個人成績 | 国内大会個人成績 | 国内大会個人成績 | 国内大会個人成績 | 国内大会個人成績 | 国内大会個人成績 | 国内大会個人成績 | 国内大会個人成績 | 国内大会個人成績 | 国内大会個人成績 | 国内大会個人成績 |
| 年度             | クラブ           | 背番号           | リーグ           | リーグ戦         | リーグ戦         | リーグ杯         | リーグ杯         | オープン杯       | オープン杯       | 期間通算         | 期間通算         |
| 年度             | クラブ           | 背番号           | リーグ           | 出場             | 得点             | 出場             | 得点             | 出場             | 得点             | 出場             | 得点             |
| 日本             | 日本             | 日本             | 日本             | リーグ戦         | リーグ戦         | リーグ杯         | リーグ杯         | 天皇杯           | 天皇杯           | 期間通算         | 期間通算         |
| ---------------- | ---------------- | ---------------- | ---------------- | ---------------- | ---------------- | ---------------- | ---------------- | ---------------- | ---------------- | ---------------- | ---------------- |
| 2022             | 中京大           | 9                | -                | -                | -                | -                | -                | 1                | 0                | 1                | 0                |
| 2023             | 富山             | 41               | J3               | 4                | 0                | -                | -                | -                | -                | 4                | 0                |
| 2024             | 富山             | 9                | J3               | 38               | 9                | 5                | 3                | 2                | 0                | 45               | 12               |
| 2025             | 富山             | 9                | J2               | 16               | 5                | 2                | 3                | 1                | 1                | 19               | 9                |
| 2025             | 福岡             | 27               | J1               |                  |                  |                  |                  |                  |                  |                  |                  |
| 通算             | 日本             | 日本             | J1               |                  |                  |                  |                  |                  |                  |                  |                  |
| 通算             | 日本             | 日本             | J2               | 16               | 5                | 2                | 3                | 1                | 1                | 19               | 9                |
| 通算             | 日本             | 日本             | J3               | 42               | 9                | 5                | 3                | 2                | 0                | 49               | 12               |
| 通算             | 日本             | 日本             | 他               | -                | -                | -                | -                | 1                | 0                | 1                | 0                |
| 総通算           | 総通算           | 総通算           | 総通算           | 58               | 14               | 7                | 6                | 4                | 1                | 69               | 21               |

- 2023年は特別指定選手

その他の公式戦
- 2024年
  - J2昇格プレーオフ 2試合2得点

- 出場歴
  - Jリーグ初出場：2023年8月19日 J3第21節 福島ユナイテッドFC戦（とうほう・みんなのスタジアム）
  - Jリーグ初得点：2024年2月25日 J3第1節 Y.S.C.C.横浜戦（ニッパツ三ツ沢球技場）